# Cantó de Meudon
El cantó de Meudon és un cantó francès del departament dels Alts del Sena, situat al districte de Boulogne-Billancourt. Compta amb els municipis de Chaville i Meudon.

## Municipis
- Chaville
- Meudon

## Història
| Data d'elecció                           | Identitat          | Partit                         | Qualitat |
| ---------------------------------------- | ------------------ | ------------------------------ | -------- |
| 1964-1973                                | Georges Langrognet | SFIO, després divers gauche    |          |
| 1973-2004                                | Henri Wolf         | Divers gauche, després UDF-PSD |          |
| 2004-2012                                | Hervé Marseille    | UDF, després NC                |          |
| 2012-                                    | Audrey Jenback     | UMP                            |          |
| les dades anteriors no són pas conegudes |                    |                                |          |
|                                          |                    |                                |          |

## Demografia
| A partir de 1990: Població sense dobles comptes |